# 또봇 제로
또봇 제로는 변신자동차 또봇의 등장 또봇 중 14기에 오랜만에 등장한 또봇으로, 기아 봉고의 4세대 모델이 베이스이다. 권리모가 이 로봇을 조종하며, 전투, 기술은 생략되어 있다. 견인차가 모델이다. 또봇 V에선 레스큐 제로로 재탕되었었다.

## 작중 행적
기아자동차 시절 1기부터는 바봇으로 등장하였으며, 14기에서는 지금의 이름으로 등장한다.
또봇V에서는 레스큐 제로로 등장한다. 레스큐 알과 레스큐 와이랑 다투지만 그래도 시민들을 안전하게 지키고 구조도 잘 해주는 편이다.
또봇: 대도시의 영웅들에서는 비클모드에서의 커버나 차체 부품이 제거된 소형화된 상태로 등장한다. 때문에 아무것으로도 변신하지 않는다.

## 완구
비클 모드는 앞서 말했듯 기아자동차(현 기아) 당시 봉고 4세대이며, 가동률이 제대로 적용되지 않은 또봇 R처럼 변신이 쉬운 편이다. 반면 K3 로봇인 또봇 C는 가동률이 제대로 적용되었지만 변신이 너무 어렵다는 평이 엄청났었다. 또봇 C, R과 마찬가지로 사이렌은 자가발전식으로 차량 모드 시 하부의 제네레이터 휠을 바닥에 굴리거나 손가락으로 돌리면 작동한다.
사용하지 않고 너무 오래 놔둘 경우 관절이 점점 뻑뻑해져서 쉽게 변신시킬 수 없게 된다.

## 파일럿
권리모

## 기타
- 앞서 말했듯, 또봇 D처럼 공격용 무기가 없는 또봇이다. 그렇기 때문에 전투 기술이 있어도 악당을 제대로 공격하지 못한다.
- 다른 또봇들과는 합체하지 않는다.
- 현재까지 성우가 바뀌지 않은 유일한 또봇이다.